# Ukonjärvi (sjö i Finland, Kajanaland)
Ukonjärvi är en sjö i Finland. Den ligger i kommunen Sotkamo i landskapet Kajanaland, i den centrala delen av landet, 400 km norr om huvudstaden Helsingfors. Ukonjärvi ligger 195,2 meter över havet. I omgivningarna runt Ukonjärvi växer i huvudsak barrskog. Den är 13,01 meter djup. Arean är 2,38 kvadratkilometer och strandlinjen är 13,7 kilometer lång. Sjön  ingår i Vuoksens huvudavrinningsområde. 